# 1546 a tudományban
Az 1546. év a tudományban és a technikában.

## Események
- a cambridge-i Trinity College alapítása

## Építészet
- Andrea Palladio felépíti a Villa Pojana-t
- 1546-tól A Párizsi Louvre építése.

## Születések
- december 14. – Tycho Brahe csillagász († 1601)
- Thomas Digges csillagász  († 1595)

## Halálozások
- Ifjabb Antonio da Sangallo, olasz építész